# Kauhava
Kauhava este o comună din Finlanda.